# Masdevallia dorisiae
Masdevallia dorisiae är en orkidéart som beskrevs av Carlyle August Luer. Masdevallia dorisiae ingår i släktet Masdevallia och familjen orkidéer. Inga underarter finns listade i Catalogue of Life.